# 四氯铝酸镉(II)
四氯铝酸镉(II)是一种无机化合物，化学式为Cd(AlCl4)2，其中镉为+2价。

## 制备
将氯化镉和氯化铝共熔，从250℃缓慢冷却，可以得到Cd[AlCl4]2晶体。